# Amsterdamsche Football Club Ajax 2022-2023
Questa voce raccoglie le informazioni riguardanti l'Amsterdamsche Football Club Ajax nelle competizioni ufficiali della stagione 2022-2023.

## Stagione
Già campioni della scorsa edizione dell'Eredivisie (per la trentaseiesima volta), i Lancieri partecipano alla Champions League per la tredicesima volta consecutiva dal 2010-2011. Questa del 2022–2023 è la prima stagione senza André Onana (ceduto all'Inter); tra le altre cessioni sono annoverati anche Antony, Lisandro Martínez (entrambi passati al Manchester Utd e Sébastien Haller (al Borussia Dortmund), mentre dal Pisa viene ottenuto tramite prestito Lorenzo Lucca.
La stagione inizia con una sconfitta contro il PSV nella Supercoppa, partita che finisce con uno strepitoso 5-3. In compenso, il campionato inizia nel migliore dei modi, con ben sei vittorie di fila contro, in sequenza, Fortuna Sittard, Groningen, Sparta Rotterdam, Utrecht, Cambuur e Heerenveen. La prima sconfitta in campionato arriva contro l'AZ Alkmaar, ma certo né essa, né il successivo pareggio contro il Go Ahead Eagles intaccano una seconda serie di vittorie (contro Volendam, Excelsior e RKC Waalwijk). La sconfitta contro il PSV, però, inizia una serie senza vittorie, cui seguono i pareggi contro Vitesse ed Emmen; con ciò, a classifica pre-mondiali in Qatar, l'Ajax finisce secondo dietro al Feyenoord (già finalista nella scorsa Conference League.
Ai gironi di Champions, intanto, i Lancieri vengono sorteggiati nel gruppo A insieme agli italiani del Napoli, agli inglesi del Liverpool e agli scozzesi del Rangers. L'unico precedente con gli Azzurri risale alla Coppa delle Fiere 1969-70, dove i Lancieri vinsero agli ottavi di finale ai tempi supplementari; di riflesso, l'Ajax ha affrontato i Rangers già alla fase a gironi della Champions 1996-97. Il Liverpool è invece già stato affrontato dai Lancieri in ben due edizioni: secondo turno di Coppa dei Campioni 1966-67 e fase a gironi di Champions 2020-2021. Nonostante un'iniziale vittoria per 4-0 in casa contro il Rangers, inizia una lenta ricaduta europea, con due sconfitte, prima contro i Reds e poi contro gli Azzurri. In particolare, la terza partita, in casa al Johan Cruijff Arena contro il Napoli, inizia con un gol di Kudus al nono minuto, ma gli Azzurri si riprendono dopo poco e rifilano sei goal in novanta minuti, diventando in tal modo la prima squadra in una competizione europea a realizzare sei reti in casa loro, che subiscono la peggiore sconfitta a livello internazionale. Umiliati per altre due volte sempre contro il Napoli e il Liverpool per la seconda volta, i Lancieri sono estromessi agli ottavi, e restano in Europa solo con la vittoria per 3-1 in casa dei Rangers; finiscono infatti al terzo posto del girone e sono dunque retrocessi in Europa League.
Il 27 gennaio 2023 John Heitinga viene chiamato a guidare la prima squadra ad interim dopo l’esonero di Alfred Schreuder che lascia la squadra al quinto posto in Eredivisie con 34 punti dopo 18 turni e a 7 punti dal Feyenoord capolista. Il 29 gennaio, al debutto, batte l’Excelsior per 1-4; l’Ajax non vinceva una partita di campionato dal 23 ottobre. Il 2 febbraio seguente Heitinga viene poi confermato fino a fine stagione. Dopo 4 vittorie consecutive tra Eredivisie e KNVB Beker, il 16 febbraio al debutto in Europa League la squadra di Heitinga pareggia con l’Union Berlino per 0-0; la sconfitta al ritorno sancirà l’eliminazione dell’Ajax agli ottavi di finale. In campionato, dopo 7 vittorie consecutive che hanno ridotto la distanza dalla vetta di soli 4 punti rispetto ai 7 iniziali, la prima sconfitta arriva il 19 marzo proprio nello scontro diretto per il primo posto con i rivali del Feyenoord (2-3). La seconda sconfitta pesante arriva il 23 aprile nell’altro scontro diretto per il secondo posto contro il PSV (3-0) finendo terzo; l’Ajax termina il campionato proprio in questa posizione a 13 punti dal Feyenoord e a 6 dal PSV mancando la qualificazione alla Champions League dopo 14 anni.
In Coppa d'Olanda invece l'Ajax inizia il suo percorso al secondo turno, in qualità di partecipante alle competizioni europee, e trionfa contro il Den Bosch per 2-0, cui seguono un 1-0 contro il Twente agli ottavi e un 3-0 contro il De Graafschap ai quarti, entrambi in trasferta. Dopo aver eliminato il Feyenoord in semifinale (1-2), l’Ajax perde la finale ai rigori contro il PSV.
A fine stagione Heitinga non viene confermato mentre Edwin van der Sar lascia il suo incarico di direttore generale dopo 11 anni.

## Maglie e sponsor
| Casa | Trasferta | Terza divisa |

## Rosa
Dati aggiornati all'8 gennaio 2023.
| N. |                        | Ruolo | Calciatore             |
| -- | ---------------------- | ----- | ---------------------- |
| 1  | Paesi Bassi (bandiera) | P     | Maarten Stekelenburg   |
| 2  | Paesi Bassi (bandiera) | D     | Jurriën Timber         |
| 3  | Nigeria (bandiera)     | D     | Calvin Bassey          |
| 4  | Messico (bandiera)     | C     | Edson Álvarez          |
| 5  | Paesi Bassi (bandiera) | D     | Owen Wijndal           |
| 6  | Paesi Bassi (bandiera) | C     | Davy Klaassen          |
| 7  | Paesi Bassi (bandiera) | A     | Steven Bergwijn        |
| 8  | Paesi Bassi (bandiera) | C     | Kenneth Taylor         |
| 9  | Paesi Bassi (bandiera) | A     | Brian Brobbey          |
| 10 | Serbia (bandiera)      | A     | Dušan Tadić (capitano) |
| 12 | Argentina (bandiera)   | P     | Gerónimo Rulli         |
| 13 | Turchia (bandiera)     | D     | Ahmetcan Kaplan        |
| 15 | Paesi Bassi (bandiera) | D     | Devyne Rensch          |
| 18 | Italia (bandiera)      | A     | Lorenzo Lucca          |
| 19 | Messico (bandiera)     | D     | Jorge Sánchez          |
| 20 | Ghana (bandiera)       | C     | Mohammed Kudus         |
| 21 | Austria (bandiera)     | C     | Florian Grillitsch     |

| N. |                        | Ruolo | Calciatore          |
| -- | ---------------------- | ----- | ------------------- |
| 22 | Paesi Bassi (bandiera) | P     | Remko Pasveer       |
| 23 | Paesi Bassi (bandiera) | A     | Steven Berghuis     |
| 25 | Paesi Bassi (bandiera) | D     | Youri Baas          |
| 26 | Paesi Bassi (bandiera) | D     | Youri Regeer        |
| 28 | Paesi Bassi (bandiera) | C     | Kian Fitz-Jim       |
| 35 | Portogallo (bandiera)  | D     | Francisco Conceição |
| 37 | Danimarca (bandiera)   | A     | Christian Rasmussen |
| 39 | Belgio (bandiera)      | A     | Mika Godts          |
| 41 | Paesi Bassi (bandiera) | C     | Silvano Vos         |
| 43 | Paesi Bassi (bandiera) | D     | Olivier Aertssen    |
| 57 | Paesi Bassi (bandiera) | D     | Jorrel Hato         |
| 58 | Danimarca (bandiera)   | C     | Victor Jensen       |
| -- | Paesi Bassi (bandiera) | D     | Daley Blind         |
| -- | Paesi Bassi (bandiera) | P     | Jay Gorter          |
| -- | Argentina (bandiera)   | D     | Lisandro Magallán   |
| -- | Paesi Bassi (bandiera) | D     | Kik Pierie          |

## Calciomercato

### Sessione estiva
| Acquisti | Acquisti            | Acquisti    | Acquisti                              |
| R.       | Nome                | da          | Modalità                              |
| -------- | ------------------- | ----------- | ------------------------------------- |
| A        | Steven Bergwijn     | Tottenham   | acquisto definitivo (31,25 milioni €) |
| D        | Calvin Bassey       | Rangers     | acquisto definitivo (23 milioni €)    |
| A        | Brian Brobbey       | RB Lipsia   | acquisto definitivo (16,35 milioni €) |
| D        | Owen Wijndal        | AZ Alkmaar  | acquisto definitivo (10 milioni €)    |
| D        | Ahmetcan Kaplan     | Trabzonspor | acquisto definitivo (9,5 milioni €)   |
| A        | Francisco Conceição | Porto       | acquisto definitivo (5 milioni €)     |
| D        | Jorge Sánchez       | América     | acquisto definitivo (5 milioni €)     |
| A        | Lucas Ocampos       | Siviglia    | prestito oneroso                      |
| A        | Lorenzo Lucca       | Pisa        | prestito oneroso                      |
| C        | Florian Grillitsch  |             | acquisto definitivo (gratuito)        |
| D        | Lisandro Magallán   | Anderlecht  | fine prestito                         |
| P        | Dominik Kotarski    | HNK Gorica  | fine prestito                         |
| D        | Kik Pierie          | Twente      | fine prestito                         |

| Cessioni | Cessioni           | Cessioni          | Cessioni                              |
| R.       | Nome               | a                 | Modalità                              |
| -------- | ------------------ | ----------------- | ------------------------------------- |
| A        | Antony             | Manchester Utd    | cessione definitiva (95 milioni €)    |
| D        | Lisandro Martínez  | Manchester Utd    | cessione definitiva (57,37 milioni €) |
| A        | Sébastien Haller   | Borussia Dortmund | cessione definitiva (31 milioni €)    |
| C        | Ryan Gravenberch   | Bayern Monaco     | cessione definitiva (18,5 milioni €)  |
| D        | Perr Schuurs       | Torino            | cessione definitiva (9 milioni €)     |
| D        | Nicolás Tagliafico | Olympique Lione   | cessione definitiva (4,2 milioni €)   |
| P        | Dominik Kotarski   | HNK Gorica        | cessione definitiva (1 milione €)     |
| A        | Naci Ünüvar        | Trabzonspor       | prestito oneroso                      |
| D        | Noussair Mazraoui  | Bayern Monaco     | cessione definitiva (gratuita)        |
| P        | André Onana        | Inter             | cessione definitiva (gratuita)        |
| A        | Danilo             | Feyenoord         | cessione definitiva (gratuita)        |
| D        | Sean Klaiber       | Utrecht           | cessione definitiva (gratuita)        |
| P        | Przemysław Tytoń   | Twente            | cessione definitiva (gratuita)        |
| A        | Mohamed Daramy     | Copenaghen        | prestito                              |
| C        | Zakaria Labyad     |                   | svincolato                            |
| A        | Brian Brobbey      | RB Lipsia         | fine prestito                         |
| C        | Mohamed Ihattaren  | Juventus          | fine prestito                         |

### Sessione invernale
| Acquisti | Acquisti       | Acquisti   | Acquisti                          |
| R.       | Nome           | da         | Modalità                          |
| -------- | -------------- | ---------- | --------------------------------- |
| P        | Gerónimo Rulli | Villarreal | acquisto definitivo (8 milioni €) |

| Cessioni | Cessioni          | Cessioni      | Cessioni                       |
| R.       | Nome              | a             | Modalità                       |
| -------- | ----------------- | ------------- | ------------------------------ |
| D        | Kik Pierie        | Excelsior     | prestito (30.6.2023)           |
| D        | Daley Blind       | Bayern Monaco | cessione definitiva (gratuita) |
| D        | Lisandro Magallán | Elche         | cessione definitiva (gratuita) |
| A        | Lucas Ocampos     | Siviglia      | fine prestito                  |
| P        | Jay Gorter        | Aberdeen      | prestito (30.6.2023)           |

## Risultati

### Eredivisie

#### Girone di andata
| Arbitro: | Gözübüyük |

|                      |           |                                   |
| Gladon 6’ Yılmaz 87’ | Marcatori | 48’ Taylor 51’ Rensch 62’ Brobbey |

| Arbitro: | Nijhuis |

|                                                                 |           |            |
| Bergwijn 4’, 45’, 57’ Antony 28’ Taylor 66’ Berghuis 88’ (rig.) | Marcatori | 10’ Ngonge |

| Arbitro: | Manschot |

|  |           |              |
|  | Marcatori | 37’ Bergwijn |

| Arbitro: | Makkelie |

|  |           |                            |
|  | Marcatori | 10’ Berghuis 45+1’ Brobbey |

| Arbitro: | Kooij |

|                                        |           |  |
| Bergwijn 35’, 40’ Rensch 53’ Kudus 64’ | Marcatori |  |

| Arbitro: | van de Graaf |

|                                                   |           |  |
| Klaassen 4’ Taylor 16’ Kudus 48’, 59’ Brobbey 70’ | Marcatori |  |

| Arbitro: | Nijhuis |

|                          |           |           |
| de Wit 40’ Odgaard 45+5’ | Marcatori | 12’ Kudus |

| Arbitro: | Bos |

|              |           |                |
| Klaassen 45’ | Marcatori | 78’ Willumsson |

| Arbitro: | Lindhout |

|                        |           |                                                        |
| Zeefuik 74’ Eiting 86’ | Marcatori | 17’ (rig.) Tadić 39’ Bassey 64’ Brobbey 90+6’ Klaassen |

| Arbitro: | Nagtegaal |

|                                                                            |           |                  |
| Sánchez 15’ Berghuis 26’, 44’ Brobbey 60’ Tadić 65’ Bergwijn 76’ Kudus 82’ | Marcatori | 90+1’ Agrafiotis |

| Arbitro: | Manschot |

|             |           |                                    |
| Clement 40’ | Marcatori | 22’, 53’ Berghuis 62’, 81’ Brobbey |

| Arbitro: | Makkelie |

|           |           |                           |
| Lucca 83’ | Marcatori | 23’ de Jong 50’ Gutiérrez |

| Arbitro: | Lindhout |

|                    |           |                  |
| Tadić 6’ Lucca 79’ | Marcatori | 25’, 74’ Manhoef |

| Arbitro: | Kamphuis |

|                                         |           |                             |
| Veldmate 6’ Živković 58’ Bouchouari 84’ | Marcatori | 8’, 21’ Taylor 25’ Bergwijn |

| Arbitro: | van Boekel |

|            |           |              |
| Dimata 52’ | Marcatori | 38’ Klaassen |

| Amsterdam 14 gennaio 2023, ore 21:00 UTC+1 16ª giornata | Ajax     | 0 – 0 referto | Twente | Johan Cruijff Arena (53 649 spett.)\| Arbitro: \| Lindhout \| |
| Arbitro:                                                | Lindhout |               |        |                                                               |

| Arbitro: | Gözübüyük |

|            |           |              |
| Paixão 34’ | Marcatori | 71’ Klaassen |

#### Girone di ritorno
| Arbitro: | Higler |

|           |           |            |
| Kudus 80’ | Marcatori | 59’ Mirani |

| Arbitro: | Oostrom |

|                 |           |                                                    |
| El Yaakoubi 36’ | Marcatori | 15’ (rig.) Tadić 45’ Klaassen 61’ Kudus 83’ Rensch |

| Arbitro: | van den Kerkhof |

|  |           |                                                |
|  | Marcatori | 16’ Tadić 36’, 64’ Berghuis 79’, 90+3’ Brobbey |

| Arbitro: | van der Eijk |

|                                  |           |               |
| Brobbey 50’ Timber 78’ Kudus 81’ | Marcatori | 17’ Seuntjens |

| Arbitro: | van Boekel |

|                                           |           |  |
| Tadić 6’, 64’ (rig.) Taylor 27’ Kudus 84’ | Marcatori |  |

| Arbitro: | Higler |

|                |           |                          |
| van Ginkel 30’ | Marcatori | 32’ Klaassen 54’ Álvarez |

| Arbitro: | Kamphuis |

|           |           |  |
| Kudus 52’ | Marcatori |  |

| Arbitro: | Manschot |

|                                  |           |                                               |
| van Amersfoort 42’ van Hooijdonk | Marcatori | 10’ Kudus 16’ Álvarez 19’ Bergwijn 52’ Taylor |

| Arbitro: | Makkelie |

|                       |           |                                         |
| Álvarez 17’ Tadić 37’ | Marcatori | 5’ Giménez 52’ Szymański 86’ Geertruida |

| Deventer 2 aprile 2023, ore 12:15 UTC+2 27ª giornata | Go Ahead Eagles | 0 – 0 referto | Ajax | De Adelaarshorst (9 911 spett.)\| Arbitro: \| van der Eijk \| |
| Arbitro:                                             | van der Eijk    |               |      |                                                               |

| Arbitro: | van de Graaf |

|                                          |           |  |
| Berghuis 6’, 27’ Bergwijn 54’ Taylor 86’ | Marcatori |  |

| Arbitro: | Nagtegaal |

|                                    |           |               |
| Sánchez 22’ Bergwijn 37’ Tadić 80’ | Marcatori | 59’ Antonisse |

| Eindhoven 23 aprile 2023, ore 14:30 UTC+2 30ª giornata               | PSV       | 3 – 0 referto | Ajax | Philips Stadion (35 500 spett.) |
| \| \| \| \| \| de Jong 13’, 78’ Simons 54’ (rig.) \| Marcatori \| \| |           |               |      |                                 |
|                                                                      |           |               |      |                                 |
| de Jong 13’, 78’ Simons 54’ (rig.)                                   | Marcatori |               |      |                                 |

| Amsterdam 6 maggio 2023, ore 21:00 UTC+2 31ª giornata | Ajax     | 0 – 0 referto | AZ Alkmaar | Johan Cruijff Arena (53 841 spett.)\| Arbitro: \| Makkelie \| |
| Arbitro:                                              | Makkelie |               |            |                                                               |

| Arbitro: | Manschot |

|                       |           |                                         |
| Krüger 38’ Duarte 87’ | Marcatori | 18’ (rig.) Tadić 68’ Brobbey 81’ Timber |

| Arbitro: | Nijhuis |

|                                         |           |              |
| Bergwijn 20’ Brobbey 68’ Klaassen 90+2’ | Marcatori | 49’ Douvikas |

| Arbitro: | Lindhout |

|                                      |           |           |
| Ugalde 46’ Pleguezuelo 51’ Černý 75’ | Marcatori | 31’ Tadić |

### Coppa d'Olanda
| Arbitro: | van de Graaf |

|  |           |                             |
|  | Marcatori | 20’ (rig.) Tadić 52’ Taylor |

| Arbitro: | Makkelie |

|  |           |           |
|  | Marcatori | 70’ Kudus |

| Arbitro: | Lindhout |

|  |           |                                      |
|  | Marcatori | 12’ Sánchez 26’ Bergwijn 78’ Brobbey |

| Arbitro: | Lindhout |

|               |           |                        |
| Giménez 45+2’ | Marcatori | 14’ Tadić 51’ Klaassen |

| Arbitro: | Higler |

|                                    |                      |                                                   |
| Branthwaite 43’ (aut.)             | Marcatori            | 67’ Hazard                                        |
| Tadić Brobbey Timber Godts Álvarez | Tiri di rigore 2 – 3 | Hazard André Ramalho Sangaré El Ghazi Fábio Silva |

### Supercoppa d'Olanda
| Arbitro: | Higler |

|                                   |           |                                            |
| Bergwijn 15’ Antony 54’ Kudus 72’ | Marcatori | 32’, 45+2’, 69’ Til 65’ Gakpo 90+1’ Simons |

### UEFA Champions League

#### Fase a gironi
| Arbitro: | Stieler |

|                                                 |           |  |
| Álvarez 17’ Berghuis 32’ Kudus 33’ Bergwijn 80’ | Marcatori |  |

| Arbitro: | Soares Dias |

|                     |           |           |
| Salah 17’ Matip 89’ | Marcatori | 27’ Kudus |

| Arbitro: | Letexier |

|          |           |                                                                               |
| Kudus 9’ | Marcatori | 18’, 47’ Raspadori 33’ Di Lorenzo 45’ Zieliński 63’ Kvaratskhelia 81’ Simeone |

| Arbitro: | Zwayer |

|                                                       |           |                                  |
| Lozano 4’ Raspadori 16’ Kvaratskhelia 62’ Osimhen 89’ | Marcatori | 49’ Klaassen 83’ (rig.) Bergwijn |

| Arbitro: | Sánchez Martínez |

|  |           |                                 |
|  | Marcatori | 42’ Salah 49’ Núñez 52’ Elliott |

| Arbitro: | Nyberg |

|                      |           |                                     |
| Tavernier 87’ (rig.) | Marcatori | 4’ Berghuis 29’ Kudus 89’ Conceição |

### UEFA Europa League

#### Fase a eliminazione diretta
| Amsterdam 16 febbraio 2023, ore 18:45 UTC+1 Spareggi - Andata | Ajax       | 0 – 0 referto | Union Berlino | Johan Cruijff Arena (54 322 spett.)\| Arbitro: \| Umut Meler \| |
| Arbitro:                                                      | Umut Meler |               |               |                                                                 |

| Arbitro: | De Burgos Bengoetxea |

|                                            |           |           |
| Knoche 20’ (rig.) Juranović 44’ Doekhi 50’ | Marcatori | 47’ Kudus |

## Statistiche

### Statistiche di squadra
| Competizione         | Punti | In casa | In casa | In casa | In casa | In casa | In casa | In trasferta | In trasferta | In trasferta | In trasferta | In trasferta | In trasferta | Totale | Totale | Totale | Totale | Totale | Totale | DR  |
| Competizione         | Punti | G       | V       | N       | P       | Gf      | Gs      | G            | V            | N            | P            | Gf           | Gs           | G      | V      | N      | P      | Gf     | Gs     | DR  |
| -------------------- | ----- | ------- | ------- | ------- | ------- | ------- | ------- | ------------ | ------------ | ------------ | ------------ | ------------ | ------------ | ------ | ------ | ------ | ------ | ------ | ------ | --- |
| Eredivisie           | 69    | 17      | 10      | 5       | 2       | 47      | 14      | 17           | 10           | 4            | 3            | 39           | 24           | 34     | 20     | 9      | 5      | 86     | 38     | +47 |
| KNVB beker           | -     | 1       | 0       | 1       | 0       | 1       | 1       | 4            | 4            | 0            | 0            | 8            | 1            | 5      | 4      | 1      | 0      | 9      | 2      | +7  |
| Johan Cruijff Schaal | -     | 1       | 0       | 0       | 1       | 3       | 5       | 0            | 0            | 0            | 0            | 0            | 0            | 1      | 0      | 0      | 1      | 3      | 5      | -2  |
| Champions League     | 6     | 3       | 1       | 0       | 2       | 5       | 9       | 3            | 1            | 0            | 2            | 6            | 7            | 6      | 2      | 0      | 4      | 11     | 16     | -5  |
| Europa League        | -     | 1       | 0       | 1       | 0       | 0       | 0       | 1            | 0            | 0            | 1            | 1            | 3            | 2      | 0      | 1      | 1      | 1      | 3      | -2  |
| Totale               | -     | 24      | 11      | 7       | 5       | 56      | 30      | 24           | 14           | 4            | 6            | 54           | 35           | 48     | 25     | 11     | 11     | 110    | 64     | +45 |

### Andamento in campionato
| Giornata  | 1 | 2 | 3 | 4 | 5 | 6 | 7 | 8 | 9 | 10 | 11 | 12 | 13 | 14 | 15 | 16 | 17 | 18 | 19 | 20 | 21 | 22 | 23 | 24 | 25 | 26 | 27 | 28 | 29 | 30 | 31 | 32 | 33 | 34 |
| --------- | - | - | - | - | - | - | - | - | - | -- | -- | -- | -- | -- | -- | -- | -- | -- | -- | -- | -- | -- | -- | -- | -- | -- | -- | -- | -- | -- | -- | -- | -- | -- |
| Luogo     | T | C | T | T | C | C | T | C | T | C  | T  | C  | C  | T  | T  | C  | T  | C  | T  | T  | C  | C  | T  | C  | T  | C  | T  | C  | C  | T  | C  | T  | C  | T  |
| Risultato | V | V | V | V | V | V | P | N | V | V  | V  | N  | P  | N  | N  | N  | N  | N  | V  | V  | V  | V  | V  | V  | V  | P  | N  | V  | V  | P  | N  | V  | V  | P  |
| Posizione | 5 | 1 | 3 | 2 | 1 | 1 | 2 | 2 | 2 | 1  | 1  | 1  | 2  | 2  | 2  | 3  | 5  | 5  | 4  | 4  | 3  | 2  | 2  | 2  | 2  | 2  | 2  | 2  | 2  | 3  | 3  | 3  | 3  | 3  |

Legenda:

Luogo: C = Casa; T = Trasferta. Risultato: V = Vittoria; N = Pareggio; P = Sconfitta.

### Statistiche individuali
| Giocatore     | Eredivisie | Eredivisie | Eredivisie  | Eredivisie | KNVB beker | KNVB beker | KNVB beker  | KNVB beker | Johan Cruijff Schaal | Johan Cruijff Schaal | Johan Cruijff Schaal | Johan Cruijff Schaal | Champions League Europa League | Champions League Europa League | Champions League Europa League | Champions League Europa League | Totale   | Totale | Totale      | Totale     |
| Giocatore     | Presenze   | Reti       | Ammonizioni | Espulsioni | Presenze   | Reti       | Ammonizioni | Espulsioni | Presenze             | Reti                 | Ammonizioni          | Espulsioni           | Presenze                       | Reti                           | Ammonizioni                    | Espulsioni                     | Presenze | Reti   | Ammonizioni | Espulsioni |
| ------------- | ---------- | ---------- | ----------- | ---------- | ---------- | ---------- | ----------- | ---------- | -------------------- | -------------------- | -------------------- | -------------------- | ------------------------------ | ------------------------------ | ------------------------------ | ------------------------------ | -------- | ------ | ----------- | ---------- |
| O. Aertssen   | 0          | 0          | 0           | 0          | 1          | 0          | 0           | 0          | 0                    | 0                    | 0                    | 0                    | 0                              | 0                              | 0                              | 0                              | 1        | 0      | 0           | 0          |
| E. Álvarez    | 31         | 3          | 10          | 0          | 4          | 0          | 3           | 0          | 1                    | 0                    | 1                    | 0                    | 8                              | 1                              | 4                              | 1                              | 44       | 4      | 18          | 1          |
| Y. Baas       | 5          | 0          | 0           | 0          | 1          | 0          | 0           | 0          | 0                    | 0                    | 0                    | 0                    | 3                              | 0                              | 0                              | 0                              | 9        | 0      | 0           | 0          |
| C. Bassey     | 25         | 1          | 0           | 0          | 5          | 0          | 0           | 0          | 1                    | 0                    | 0                    | 1                    | 8                              | 0                              | 2                              | 0                              | 39       | 1      | 2           | 1          |
| S. Berghuis   | 30         | 9          | 5           | 0          | 4          | 0          | 1           | 0          | 1                    | 0                    | 1                    | 0                    | 8                              | 2                              | 2                              | 0                              | 43       | 11     | 9           | 0          |
| S. Bergwijn   | 32         | 12         | 0           | 0          | 4          | 1          | 1           | 0          | 1                    | 1                    | 0                    | 0                    | 8                              | 2                              | 1                              | 0                              | 45       | 16     | 2           | 0          |
| B. Brobbey    | 32         | 13         | 1           | 0          | 4          | 1          | 0           | 0          | 1                    | 0                    | 0                    | 0                    | 7                              | 0                              | 0                              | 0                              | 44       | 14     | 1           | 0          |
| F. Conceição  | 19         | 0          | 3           | 0          | 5          | 0          | 0           | 0          | 0                    | 0                    | 0                    | 0                    | 4                              | 1                              | 1                              | 0                              | 28       | 1      | 4           | 0          |
| K. Fitz-Jim   | 2          | 0          | 0           | 0          | 2          | 0          | 1           | 0          | 0                    | 0                    | 0                    | 0                    | 0                              | 0                              | 0                              | 0                              | 4        | 0      | 1           | 0          |
| M. Godts      | 3          | 0          | 0           | 0          | 1          | 0          | 0           | 0          | 0                    | 0                    | 0                    | 0                    | 0                              | 0                              | 0                              | 0                              | 4        | 0      | 0           | 0          |
| F. Grillitsch | 10         | 0          | 2           | 0          | 3          | 0          | 0           | 0          | 0                    | 0                    | 0                    | 0                    | 5                              | 0                              | 0                              | 0                              | 18       | 0      | 2           | 0          |
| J. Hato       | 11         | 0          | 1           | 0          | 4          | 0          | 0           | 0          | 0                    | 0                    | 0                    | 0                    | 0                              | 0                              | 0                              | 0                              | 15       | 0      | 1           | 0          |
| V. Jensen     | 0          | 0          | 0           | 0          | 1          | 0          | 0           | 0          | 0                    | 0                    | 0                    | 0                    | 0                              | 0                              | 0                              | 0                              | 1        | 0      | 0           | 0          |
| D. Klaassen   | 33         | 8          | 3           | 0          | 5          | 1          | 0           | 0          | 1                    | 0                    | 0                    | 0                    | 7                              | 1                              | 1                              | 0                              | 46       | 10     | 4           | 0          |
| M. Kudus      | 30         | 10         | 1           | 0          | 3          | 1          | 0           | 0          | 1                    | 1                    | 1                    | 0                    | 8                              | 5                              | 2                              | 0                              | 42       | 17     | 4           | 0          |
| L. Lucca      | 14         | 2          | 1           | 0          | 1          | 0          | 0           | 0          | 0                    | 0                    | 0                    | 0                    | 1                              | 0                              | 0                              | 0                              | 16       | 2      | 1           | 0          |
| R. Pasveer    | 14         | -18        | 0           | 0          | 1          | 0          | 0           | 0          | 0                    | 0                    | 0                    | 0                    | 6                              | -16                            | 0                              | 0                              | 21       | -34    | 0           | 0          |
| C. Rasmussen  | 2          | 0          | 0           | 0          | 1          | 0          | 0           | 0          | 0                    | 0                    | 0                    | 0                    | 0                              | 0                              | 0                              | 0                              | 3        | 0      | 0           | 0          |
| Y. Regeer     | 3          | 0          | 0           | 0          | 0          | 0          | 0           | 0          | 0                    | 0                    | 0                    | 0                    | 0                              | 0                              | 0                              | 0                              | 3        | 0      | 0           | 0          |
| D. Rensch     | 26         | 3          | 2           | 1          | 3          | 0          | 1           | 0          | 1                    | 0                    | 1                    | 0                    | 6                              | 0                              | 1                              | 0                              | 36       | 3      | 5           | 1          |
| G. Rulli      | 19         | -19        | 1           | 0          | 4          | -2         | 1           | 0          | 0                    | 0                    | 0                    | 0                    | 2                              | -3                             | 0                              | 0                              | 25       | -24    | 2           | 0          |
| J. Sánchez    | 17         | 2          | 3           | 0          | 4          | 1          | 2           | 0          | 0                    | 0                    | 0                    | 0                    | 5                              | 0                              | 1                              | 0                              | 26       | 3      | 6           | 0          |
| D. Tadić      | 34         | 11         | 3           | 0          | 5          | 2          | 1           | 0          | 1                    | 0                    | 1                    | 0                    | 7                              | 0                              | 3                              | 1                              | 47       | 13     | 8           | 1          |
| K. Taylor     | 31         | 7          | 4           | 0          | 3          | 1          | 4           | 1          | 1                    | 0                    | 0                    | 0                    | 8                              | 0                              | 2                              | 0                              | 43       | 8      | 10          | 1          |
| J. Timber     | 34         | 2          | 4           | 0          | 4          | 0          | 1           | 0          | 1                    | 0                    | 1                    | 0                    | 8                              | 0                              | 2                              | 0                              | 47       | 2      | 8           | 0          |
| S. Vos        | 2          | 0          | 0           | 0          | 1          | 0          | 0           | 0          | 0                    | 0                    | 0                    | 0                    | 0                              | 0                              | 0                              | 0                              | 3        | 0      | 0           | 0          |
| O. Wijndal    | 20         | 0          | 2           | 0          | 4          | 0          | 1           | 0          | 1                    | 0                    | 0                    | 0                    | 3                              | 0                              | 0                              | 0                              | 28       | 0      | 3           | 0          |
| Antony        | 2          | 1          | 0           | 0          | 0          | 0          | 0           | 0          | 1                    | 1                    | 0                    | 0                    | 0                              | 0                              | 0                              | 0                              | 3        | 2      | 0           | 0          |
| D. Blind      | 13         | 0          | 1           | 0          | 0          | 0          | 0           | 0          | 1                    | 0                    | 0                    | 0                    | 5                              | 0                              | 0                              | 0                              | 19       | 0      | 1           | 0          |
| J. Gorter     | 0          | 0          | 0           | 0          | 0          | 0          | 0           | 0          | 1                    | -5                   | 0                    | 0                    | 0                              | 0                              | 0                              | 0                              | 1        | -5     | 0           | 0          |
| L. Magallán   | 3          | 0          | 0           | 0          | 0          | 0          | 0           | 0          | 0                    | 0                    | 0                    | 0                    | 0                              | 0                              | 0                              | 0                              | 3        | 0      | 0           | 0          |
| L. Ocampos    | 4          | 0          | 0           | 0          | 0          | 0          | 0           | 0          | 0                    | 0                    | 0                    | 0                    | 2                              | 0                              | 0                              | 0                              | 6        | 0      | 0           | 0          |
| P. Schuurs    | 2          | 0          | 0           | 0          | 0          | 0          | 0           | 0          | 1                    | 0                    | 0                    | 0                    | 0                              | 0                              | 0                              | 0                              | 3        | 0      | 0           | 0          |